# Leptopelis notatus
Leptopelis notatus es una especie de anfibios de la familia Arthroleptidae.
Habita en Angola, Camerún, República del Congo, República Democrática del Congo, Guinea Ecuatorial, Gabón, Nigeria y posiblemente República Centroafricana.
Su hábitat natural incluye bosques tropicales o subtropicales húmedos a baja altitud, montanos tropicales o subtropicales, praderas a gran altitud, ríos, marismas de agua fresca y zonas previamente boscosas muy degradadas.